# Kyōko Mizuki
Kyoko Mizuki (水木 杏子 Mizuki Kyoko?) es uno de los seudónimos de Keiko Nagita (名木田 恵子 Nagita Keiko?, nacida el 28 de noviembre, 1949 en Tokio, Japón). Ella es una escritora japonesa reconocida por ser la creadora del manga/anime Candy Candy (キャンディ・キャンディ).
Otros seudónimos de esta gran escritora son: Ayako Kazu (加津 綾子) y Akane Kouda (香田 あかね). 
También se destaca como novelista, compositora y ensayista.

## Historia
Kyoko Mizuki ganó el premio Kodansha Manga Award en la categoría de "mejor manga shōjo" por Candy Candy en el año 1977 junto con Yumiko Igarashi. Kyoko Mizuki escribió la historia y Yumiko Igarashi la ilustró.
Keiko Nagita ganó el Premio de la Asociación de Escritores Juveniles de Japón por Rainette, Kin Iro no Ringo (Rainette, las Manzanas Doradas) en 2007.
Su cuento Akai Mi Haziketa está publicado en un libro de estudios de la 6ª clase de la Escuela Primaria japonesa (Mitsumura Tosho Publishing Co., Ltd.).
Su serie de libros ilustrados Shampoo Ōji (ilustraciones de Makoto Kubota) fue adaptada a serie anime de televisión en octubre de 2007.
Su padre murió cuando ella tenía 12 años. Fue entonces cuando creó la familia imaginaria de los Andrew para aliviar su soledad y escribe sus historias en un cuaderno (manuscrito).
Mizuki dice: “Siento que la familia Andrew amablemente se hizo cargo de mí. Ellos son el origen de mi historia.” (fuente: Entrevistas con Autores de Manga por Itou Ayako Doubun Shoin inc.)
Mizuki pasa algunos años en la compañía de teatro Shiki durante su adolescencia, algunas de sus obras reflejan esta experiencia.
"Cuando mis amigos supieron que me inscribí en Shiki dijeron con una risita: «Tal vez seas una mujer dotada. Pero era una actriz inexperta. Aprendí algunas lecciones sobre cómo interpretar scripts por la experiencia en el teatro Shiki». (fuente: Entrevistas con Autores de Manga por Itou Ayako Doubun Shoin inc.)
Cuando frecuenta la 11º curso, gana un premio en un concurso de cuentos en la revista para chicas Jokakarei no Tomo (Shogakukan Inc.)
Después de vender su cuento Yomigaeri, Shoshite Natsu Wa a la revista Koukou Boungei, cuando tenía 19 años, decide volver a escribir a tiempo completo.
Entonces contribuía frecuentemente con poemas para la revista Kouko. A los 20 años, el famoso poeta Katsumi Sugawara apreció su talento y se unió a su club de poesía.
También publica como edición privada una colección de poemas Kaeru.
Cinco años más tarde, su obra poética Omoroide Wa Utawawa es publicada por Sanrio Company Ltd.
Mizuki escribe cuentos e historias románticas para revistas de chicas jóvenes, entonces Kodansha  la contrata para escribir historias en su revista de manga Shojo Friends.
En los años 70, escribe muchas historias para manga bajo los nombres de: Ayako Kazu, Akane Kouda, Kyoko Mizuki y Keiko Nagita.
En 1975, escribe la historia de una chica con pecas, Candy Candy, para la revista mensual Nakayoshi. Mizuki dice: “Perdí a mi madre cuando tenía 21 años, en esa época estaba sola en el mundo. Escribir esta historia sanó mi dolor”.
El manga fue adaptado a serie animada de televisión en 1976 por Toei Animation. Desde entonces Candy Candy la transforma en una de las escritoras de manga de mayor repercusión.
A los 20 años, escribe la primera historia para manga a petición del Sr. Higashiura, entonces editor jefe de Bessatsu Shojo Friend.
Ella escribe muchas historias de manga shojo, sobre todo para Friend y Nakayoshi en los años 70. Entonces, el Sr. Higashiura, que asumió el puesto de editor jefe de la revista mensual Nakayoshi, elaboró un proyecto de manga shojo como la famosa historia para niños, Heidi.
Antes de escribir la historia de Candy, algo previamente definido fue: “Quién es su madre no es el tema". "Quiénes sean nuestros padres debemos aceptar nuestro destino y marchar por nuestros propios pies. Quería aclararlo. Cuando empecé a escribir la historia de Candy fue dos años después de que mi madre muriera. Mi padre murió cuando yo tenía 12 años, vivía en soledad porque soy hija única. Mirando hacia atrás, en mis años de escribir la historia de Candy, me doy cuenta que escribir me ayudó a sanar el dolor". (fuente: Entrevistas con Autores de Manga por Itou Ayako Doubun Shoin inc.)
El último episodio de Candy Candy fue escrito en Domaine de Beauvois, un castillo-hotel en Francia.
Mizuki dice: “Quería despedirme de Candy en un hermoso lugar. Si es posible, me gustaría ir al Reino Unido". "Cuando entré en la sala las lágrimas me llegaron a los ojos, pues había un cuadro de la caza al zorro en una pared del salón. La caza del zorro le quitó la vida a Anthony. Cuando recuerdo a Candy, los días de otoño en aquel bello hotel me vuelven a la memoria. El hotel era como la mansión de la familia Andrew".
Desde 1980, Mizuki escribe principalmente cuentos juveniles e historias románticas para chicas jóvenes bajo su nombre oficial Keiko Nagita.
Su serie Fūko to Yūrei (Fuko y el fantasma) es particularmente popular. La música para la serie Fūko to Yūrei fue compuesta por Toru Okaida (en japonés Okada Toru, nacido el 23 de abril de 1949, en Tokio), miembro del famoso grupo de rock japonés Moonriders. El álbum llamado Siriau Maekara Zutto Suki fue editado en 1975.
En 2001 también, vuelve a reeditar la última parte de Fūko to Yūrei (Fuko y el fantasma).
Gana el premio de la Asociación de Escritores Juveniles de Japón en 2007 por Rainette, Kin Iro no Ringo, una historia romántica entre una chica japonesa y un chico de la Bielorrusia que había sido expuesto a la radiación de la Central Nuclear de Chernóbil.
En mayo de 2008, escribe el argumento para un manga shojo después de una larga pausa de 18 años. El manga Loreley fue ilustrado por Kaya Tachibana.
Mizuki está casada y tiene una hija. Todos los veranos pasan sus vacaciones en su casa de campo (cottage) en la Isla del Príncipe Eduardo. Terry Kamikawa, una estudiosa de Ana de las Tejas Verdes y gerente del Blue Winds Tea Room en I.P.E., es su mejor amiga.
Mizuki tiene una colección de objetos en forma de corazón. Parte de su colección está expuesta en el site oficial de Aitori Bunko.
Actualmente, por causa de problemas de derechos de autor, Kyoko Mizuki puede escribir sobre Candy Candy, pero Yumiko Igarashi no puede comercializar sus dibujos o productos basados en esta historia.
En 2008, una japonesa publicó una petición: "Rebirth of Candy Candy" (Renacimiento de Candy Candy) cuyo objetivo es traer de vuelta el manga/anime para los fanes en GoPetition.com
El 28 de octubre de 2010, la autora Keiko Nagita publica la novela Candy Candy Final Story (en dos volúmenes), en japonés, por Shodensha inc La cual aún no tiene traducción autorizada, cuyo primer volumen cuanta la historia que conocemos y el segundo se basa en cartas y textos narrados por la misma Candy.

## Problemas legales
En 1988, Kyoko Mizuki tuvo problemas legales ya que quería tener los mismos derechos de autor que su compañera, Yumiko Igarashi, quien fue su compañera de trabajo. Yumiko después demandó a Toei, que respondió cortando la transmisión de la serie Candy Candy. El 31 de marzo de 2000, Mizuki fue indeminizada con 29,500,000 yen por la corte, dando fin al caso judicial. El dinero fue para recompensar el estrés y el mal momento emocional que tuvo que pasar la artista.
En 1990, Mizuki recibe un shock cuando descubre que la ilustradora de manga Yumiko Igarashi se había beneficiado ilegalmente con el merchandising de Candy Candy. Entonces Mizuki tomó medidas legales para defender sus derechos de autor.
El 25 de octubre de 2001, el Tribunal Supremo de Japón confirma las decisiones tomadas por los tribunales menores, afirmando que la ilustradora de manga no podría vender más productos basados en la serie Candy Candy sin el consentimiento de la autora.
En 2007, Igarashi intentó comercializar un nuevo personaje, Lady Lady, con diversos productos en Taiwán. Los nuevos personajes tienen mucho parecido con Candy, Anthony y Terry.
Actualmente, la escritora Kyoko Mizuki está autorizada a comercializar la historia de Candy Candy (sin ilustraciones), pero la dibujante Yumiko Igarashi no puede comercializar legalmente los dibujos o productos basados en esta historia.

## Lista de trabajos

### Manga
- Sanremo ni Kanpai サンレモにかんぱい ( Keiko Nagita, hecha por Waki Yamato 1970
- Brandenburg no a ブランデンブルグの朝 ( Keiko Nagita, hecha por Waki Yamato 1970
- Le Grand Anne Gou wa Yuku ル・グラン・アンヌ号はゆく ( Keiko Nagita, hecha por Waki Yamato 1970
- Greenhill Monogatari グリーンヒル物語 ( Keiko Nagita, hecha por Yuko Aoike) 1970-1971
- Lorient no Aoi Sora ロリアンの青い空 ( Keiko Nagita, hecha por Yoko Shima) 1974-1975
- Candy Candy キャンディ・キャンディ ( Kyoko Mizuki, hecha por Yumiko Igarashi) 1975-1979
- Etruria no Ken エトルリアの剣 ( Keiko Nagita, hecha por Kyoko Fumizuki) 1975
- Miriam Blue no Mizuumi　ミリアムブルーの湖 ( Keiko Nagita, hecha por Yuko Aoike) 1975
- Hoshi eno Kaidan 星への階段 ( Akane Kouda, hecha por Akemi Matsuzaki) 1975
- Porakuya no Nightingale 白夜のナイチンゲール ( Keiko Nagita, hecha por Yoko Shima) 1976-1977
- Bara no Ki　薔薇の樹 ( Kyoko Mizuki, hecha por Chikako Kikukawa) 1978
- Premier Muguet プルミエ・ミュゲ ( Kyoko Mizuki, hecha por Yoko Hanabusa) 1979-1981
- Kirara Boshi no Daiyogen きらら星の大予言 ( Kyoko Mizuki, hecha por Yūm agiri) 1980-1981
- Sunday's Child  サンデイズチャイルド( Kyoko Mizuki, hecha por Tsuba Nunoura) 1980-1981
- Tim Tim Circus ティム・ティム・サーカス ( Kyoko Mizuki, hecha por Yumiko Igarashi) 1981-1982

### Novelas
- Candy Candy キャンディ・キャンディ 1978
- Umi ni Otiru Yuki 海におちる雪 1980
- Night Game ナイトゲ－ム 1985
- Moonlight Express ム－ンライト・エクスプレス 1986
- Fūko to Yūrei series ふ－ことユ－レイ (hecha por Yumi Kayama) 1988-2002
- Umizikan no Marin 海時間のマリン 1992
- Akai Mi Haziketa 赤い実はじけた 1999
- Hoshi no Kakera 星のかけら 2000-2001
- Tenshi no Hhigo 天使のはしご 2002-2003
- Koppu no Naka no Yuuzora コップのなかの夕空 2004-2005
- Air 2003
- Rainette, Kin Iro no Ringo レネット　金色の林檎 2006
- Ballerina Jikenbo series バレリーナ事件簿 2006-
- Birthday Club series バースディクラブ 2006-

### Poemas
```
Keiko Nagita
```

- Omoide wa Utawanai 思い出は歌わない 1974
- Otanjoubi ni お誕生日に (hecha por Yoko Sano) 1975

### Ensayos
```
Keiko Nagita
```

- Mouitido Utatte もういちど歌って 1978
- Islander Monogatari, Anne no Sima no Hitobito アイランダ－物語　アンの島の人々 1997

### Libros de dibujos
```
Keiko Nagita
```

- Ohimesama Ehon series おひめさま絵本 (hecha por Makoto Takahhi) 1971
- Nemutai Kirin ねむたいキリン (hecha por Keiji Nakamura) 1979
- Monmonku wa Yii モンモンクはやさしい (hecha por Makoto Obo) 1979
- Shampoo Ouji no Bouken シャンプー王子のぼうけん (hecha por Makoto Kubota) 2004
- Shampoo Ouji to Kitanai Kotoba シャンプー王子ときたないことば (hecha por Makoto Kubota) 2005
- Shampoo Ouji to Daiakutou シャンプー王子と大あくとう (hecha por Makoto Kubota) 2006

### Lírica
```
Keiko Nagita
```

- Candy Candy キャンディ・キャンディ (composición: Takeo Watanabe, performance：Mitsuko Horie)
- Ashita ga Suki あしたがすき (composición: Takeo Watanabe, performance：Mitsuko Horie)
- Siriau Maekara Zutto Suki 知りあう前からずっと好き (composición: Toru Okada, performance：Yoko Ishida)
- Uwa Sitteruwa 噂知ってるわ (composición and performance：Miyuki Yokoyama)
- Shampoo Ouji no Bouken シャンプー王子の冒険 (composición: Hironobu Kageyama, performance：Ikuko)
- Shampoo Ouji no Komoriuta シャンプー王子の子守唄 (composición: Hironobu Kageyama, performance：Mayu Miyauchi)